# Scoliodon macrorhynchos
Scoliodon macrorhynchos — акула з роду Жовта гостроноса акула родини сірі акули. Інша назва «тихоокеанська жовта гостроноса акула». Тривалий час вважалася синонімом лопатоносої акули. Лише у 2008 році визначено як самостійний вид.

## Опис
Загальна довжина до сягає 71 см. Голова широка, проте менша, ніж голова у лопатоносої акули. Морда сплощена, що стискається ближче до носа. Очі маленькі, круглі, з мигальною перетинкою. Ніздрі невеликі, мають носові клапани. Рот широкий, але паща менша, ніж у лопатоносої акули. Зуби дрібні, без бокових верхівок, мають нахил до кутів рота та в середину пащі. У самців зуби на нижній щелепі більші ніж у самиць. У неї 5 пар зябрових щілин. Тулуб щільний, подовжений. Грудні плавці широкі та короткі, мають трикутну форму з довгими вільними кінцями в основі задніх крайок. Має 2 спинних плавця, з яких передній значно більше за задній. Передній спинний плавець розташовано позаду грудних плавців. Задній спинний плавець — позаду анального, ближче до хвостового плавця. Анальний плавець більше ніж у лопатоносої акули. Хвостовий плавець широкий, з дуже розвиненою верхньою лопаттю, на кінчику якої присутня виїмка-вимпел.
Забарвлення спини жовтувате або бронзове із зеленуватим відблиском. Черево має білуватий колір.

## Спосіб життя
Тримається до глибин 10-15 м, у верхніх шарах води. Зустрічається у гирлах річок. Здатна утворювати значні зграї. Живиться анчоусами, бичками, камбалами, кальмарами, каракатицями, креветками, крабами, ротоногими, морськими морськими червами, личинками морських тварин.
Статева зрілість у самців настає при розмірі 24-36 см, у самиць — 33-35 см. Це живородна акула. Вагітність триває 5-6 місяців. Ембріон розвивається доволі швидко внаслідок наявності невеликої кількості поживних речовин у жовтковому мішечку. Тому плацентарний зв'язок самиці з ембріонами налагоджуються дуже швидко. Самиця народжує від 5 до 14 акуленят, зрідка 18, завдовжки 15 см.
Тривалість життя становить 6 років.
Є об'єктом промислового вилову. Використовується для виробництва рибного борошна та жиру. Для людини не становить небезпеки.

## Розповсюдження
Мешкає у східній частині Тихого океану — від узбережжя Малайзії до південної Японії. Звідси походить інша назва цієї акули. Час від часу зустрічається у Бенгальській затоці.